# Petr Rak
Petr Rak (* 21. dubna 1960 Jihlava) je český archivář, historik a pedagog. Od roku 2007 je ředitelem Státního okresního archivu v Chomutově se sídlem v Kadani. Specializuje se na regionální dějiny Chomutovska a Kadaňska, na dějiny městské správy a na pomocné vědy historické.

## Životopis
V letech 1978–1983 studoval na Pedagogické fakultě Univerzity Jana Evangelisty Purkyně v Ústí nad Labem, které zakončil ziskem titulu Doktor pedagogiky. Odborné vzdělání si v letech 1989–1997 rozšířil studiem na Filozofické fakultě Univerzity Karlovy, oboru archivnictví a pomocných věd historických. Zde v roce 2012 získal titul Ph.D. Od roku 2003 působí jako odborný asistent na katedře historie Filozofické fakulty Univerzity Jana Evangelisty Purkyně.
V roce 1983 nastoupil do Státního okresního archivu Chomutov se sídlem v Kadani. Po penzionování dosavadní ředitelky Kateřiny Mertové převzal roku 2007 jeho řízení. Časný zájem o počítače způsobil, že byl v letech 1993–1997 členem komise pro výpočetní techniku při Archivní správě Ministerstva vnitra ČR. Rak je členem Vědecké archivní rady, což je odborný poradní orgán ministra vnitra ČR pro otázky archivnictví a spisové služby. Zasedá v redakčních radách Státního oblastního archivu v Litoměřicích a od roku 2014 též Sborníku archivních prací. V roce 2002 založil Rak odbornou historickou konferenci COMOTOVIA, kterou pořádá každé dva roky v Chomutově pod záštitou a za finanční podpory tamního městského úřadu. Z konferenčních příspěvků vychází stejnojmenný sborník, jehož je Rak redaktorem. Kadaňský archivář se podílel na řešení několika grantových projektů, mj. Historického atlasu Kadaně (2007) a Soupisu městských knih v Čechách z let 1526–1648 (2010).
Petr Rak je ženatý, má syna a dceru.